# Stanisław Suryn
Stanisław Sylwester Suryn (in russo Сурин Станислав-Сильвестр Онуфриевич?, Surin Stanislav-Sil'vestr Onufrievič; Varsavia, 31 dicembre 1858 – Varsavia, 11 febbraio 1928) è stato un generale russo, distintosi come ufficiale nel corso della guerra russo-giapponese e nel corso della Grande Guerra, fu successivamente in forza al neocostituito esercito polacco.

## Biografia
Nacque a Varsavia il 31 dicembre 1858, all'interno della famiglia di Onufry Franciszek Suryn, maggiore dell'esercito imperiale russo.
Dopo essersi diplomato al Corpo dei cadetti di Nižnij Novgorod  entrò alla Scuola militare di Pavlovsk e iniziò il servizio militare professionale nell'esercito russo l'11 agosto 1875. Promosso guardiamarina il 22 maggio 1877 in forza al 14° Reggimento fanteria “Olonetsky di Sua Maestà il Re Pietro I di Serbia”, divenne sottotenente il 21 luglio 1878, tenente il 30 aprile 1880, capitano di stato maggiore 15 marzo 1887. Si diplomò alla Scuola di tiro per ufficiali "con successo", divenendo primo capitano il 15 marzo 1893.
Nel 1904-1905 partecipò alla guerra russo-giapponese nelle file del 1º Reggimento della Siberia orientale come comandante di una compagnia di mitragliatrici. Per i suoi successi sul campo di battaglia fu promosso tenente colonnello il 17 agosto 1905 e poi colonnello il 17 agosto 1907. Dal 1908 fu comandante del 219° Battaglione di fanteria della riserva. Il 25 febbraio 1912 fu nominato comandante del 6º Reggimento granatieri "del Generale Maresciallo di Campo Granduca Mikhail Nikolaevich", di stanza a Mosca parte della 2ª Divisione granatieri. Alla testa di questo reggimento prese parte alla prima guerra mondiale rimanendo ferito tre volte. Nel 1915 fu promosso maggiore generale con anzianità dal 27 agosto dello steso anno e nominato comandante di brigata nell'8ª Divisione fanteria. Si prese cura della Legione Puławski, per la quale fu attaccato dal generale Iosif Ivanovič Mrozovskij. Il 6 dicembre 1917 fu nominato capo degli ufficiali di riserva (ispettore della Legione dei Cavalieri) del 1º Corpo d'armata polacco in Russia. Non essendo stato accettato da Józef Dowbor-Muśnicki, si dimise dal corpo. La fase successiva nella vita del generale fu il servizio nella Legione polacca in Finlandia.
Il 16 gennaio 1919 fu ammesso nell'esercito polacco con la conferma del grado di maggiore generale con anzianità dal 27 agosto 1915 e incluso nella riserva degli ufficiali il 9 gennaio dello stesso anno.  Il 26 marzo 1919 fu nominato membro del comitato del personale. Il 15 maggio 1919 fu nominato comandante della 8ª Divisione di fanteria.  Il 9 luglio 1919 fu posto nella Riserva dell'Esercito. Il 30 dicembre 1919 fu chiamato in servizio attivo e assegnato alla Centro di riunione degli ufficiali a Varsavia.  Il 4 febbraio 1920 fu congedato dal servizio attivo. Il 14 ottobre 1920 divenne presidente della Commissione centrale di controllo dello Stato presso il Ministero degli affari militari.  Il 12 marzo 1921, in qualità di tenente generale in pensione, ottenne il diritto di indossare l'uniforme.  Il 26 ottobre 1923, il presidente della Repubblica di Polonia, Stanisław Wojciechowski, gli conferì il grado di generale di divisione Visse a Łomża e morì l'11 febbraio 1928.